# Eurygerris
Eurygerris is een geslacht van halfvleugeligen uit de familie van de Gerridae (schaatsenrijders). Het geslacht werd voor het eerst wetenschappelijk beschreven door Herbert Barker Hungerford en Ryuichi Matsuda in 1958.

## Soorten
Het genus bevat de volgende soorten:

- Eurygerris atrekes Drake, 1963
- Eurygerris beieri (Drake & Harris, 1934)
- Eurygerris cariniventris (Champion, 1898)
- Eurygerris carmelus (Drake & Harris, 1933)
- Eurygerris dominicus (Drake & Maldonado-Capriles, 1956)
- Eurygerris flavolineatus (Champion, 1898)
- Eurygerris fuscinervis (Berg, 1898)
- Eurygerris kahli (Drake & Harris, 1934)
- Eurygerris mexicanus (Champion, 1901)
- Eurygerris summatis (Drake & Harris, 1934)